# 美麗紋唇魚
美麗紋唇魚（学名：Osteochilus bellus）是輻鰭魚綱鯉形目鯉科的其中一個種，分布於亞洲婆羅洲東部，體長可達8.5公分，棲息在中底層水域。